# Алексеевка (Покровский район, Орловская область)
Алексеевка — село в Покровском районе Орловской области России.
Входит в Столбецкое сельское поселение в рамках организации местного самоуправления и в Столбецкий сельсовет в рамках административно-территориального устройства.
«Населённый пункт воинской доблести». 

## География
Деревня находится в юго-восточной части Орловской области, в лесостепной зоне, в пределах центральной части Среднерусской возвышенности, на реке Липовец, при автодороге 54К-324, на расстоянии примерно 15 километров (по прямой) к юго-западу от Покровского, административного центра района.

### Климат
Климат умеренно континентальный, с умеренно холодной зимой и относительно тёплым летом. Среднегодовая температура воздуха — 4,2 °C. Средняя многолетняя температура самого холодного месяца (января) составляет −10,3 °С (абсолютный минимум — −38 °C), средняя температура самого тёплого (июля) — 18,5 °С (абсолютный максимум — 36 °C). Безморозный период длится около 140 дней. Среднегодовое количество осадков составляет 537 мм, из которых большая часть выпадает в тёплый период. Устойчивый снежный покров сохраняется в течение 126 дней.

## История
Алексеевка с 20 февраля по 20 октября 1943 год оборонялась Красной Армией. С февраля здесь располагалась 16-я стрелковая дивизия, которая вступила в свой первый бой с немецкой армией. Дивизия понесла существенной потери: из более чем 9900 солдат дивизии 1328 были убиты, 3215 ранены, 159 пропали без вести, 122 больных. По другим данным, потери были ещё выше — убито 5218 солдат, из которых 4064 из Литвы. Погибшие похоронены на Алексеевском кладбище. 1962 году здесь заложен мемориальный камень, 1963 году вокруг кладбища посажен сад Дружбы.
В 1963 году деревни Алексеевка 1-я, Алексеевка 2-я и Алексеевка 3-я объединены в одно село Алексеевка.
Указом губернатора Орловской области № 277 от 06.06.2016 № 277 Алексеевке присвоено почётное звание «Населённый пункт воинской доблести».

## Население
| 2002 | 2010 |
| ---- | ---- |
| 344  | ↘272 |

## Инфраструктура
Личное подсобное хозяйство с зоной сельскохозяйственного использования, индивидуальная застройка усадебного типа.
Основа экономики — сельское хозяйство.
Алексеевская основная общеобразовательная школа.

## Транспорт
Остановка общественного транспорта «Алексеевка» расположена в центре села. 